# Chandra West
Pour les articles homonymes, voir West.
Chandra K. West, née le 31 décembre 1970 à Edmonton, Alberta, Canada, est une actrice canadienne.

## Carrière
La carrière de Chandra West débute en 1991, avec un petit rôle dans la série télévisée True Confections, un drame qui se déroule dans les années 1950. Deux ans plus tard, elle se voit proposer un petit rôle dans la série Le Secret de Lake Success.
Chandra West apparait ensuite dans trois films consécutifs, dans Puppet Master 4 (1993), puis en tant que Miss Allemagne dans le film d'action No Contest (1994), dans lequel elle joue avec Robert Davi et Roddy Piper, et la même année, elle reprend son rôle de Susie dans Puppet Master 5: The Final Chapter (1994). Elle joue ensuite dans Innocence Lost (1994), Catwalk (1995), Falling For You (1995) et joue le rôle de Mariel Hemingway dans Love and Betrayal: The Mia Farrow Story (1995).
À la fin des années 1990, elle apparaît dans les téléfilms Universal Soldier 2 : Frères d'armes et Universal Soldier 3 : Ultime Vengeance en 1998.
En 2002, elle joue la femme de Val Kilmer dans le thriller The Salton Sea.
En 2003-2004, elle joue le Docteur Jennifer Devlin, un rôle récurrent dans New York Police Blues. Elle a joué la femme du personnage incarné par Michael Keaton dans le film d'horreur de 2005 La Voix des morts. Elle a également joué l'agent novice Holly Gribbs dans le pilote de la série Les Experts en 2000. Elle joue dans Canes (The Covenant), avec Edward Furlong et Michael Madsen. En 2006, West a joué le personnage principal de Tracy dans le film Le dernier trimestre. En 2007, elle a joué Dr Honey dans le film Quand Chuck rencontre Larry.

## Vie privée
Depuis 2005, elle est mariée à Mark Tinker.

## Filmographie

### Cinéma
- 1993 : Puppet Master 4 : Susie
- 1994 : Puppet Master 5: The Final Chapter : Susie
- 1995 : Night Terrors : Beth
- 1995 : No Contest : Maria, Miss Allemagne
- 1999 : Something More : Kelly
- 2000 : The Perfect Son : Sarah Parker
- 2002 : Salton Sea : Liz
- 2002 : Les 20 premiers millions de Mick Jackson : Robin
- 2003 : Water's Edge : Molly Graves
- 2005 : La voix des morts (White Noise): Anna Rivers
- 2005 : The Long Weekend : Kim
- 2006 : Le Pacte : Lisa Goodman
- 2006 : The Tooth Fairy : Darcy Wagner
- 2007 : Quand Chuck rencontre Larry (I Now Pronounce You Chuck and Larry) : Docteur Honey
- 2007 : Badland : Oli Danilou
- 2012 : Hidden Moon : Monica Brighton
- 2019 : Spiral : Tiffany

### Téléfilms
- 1992 : True Confections : Carol
- 1994 : Madonna: Innocence Lost : Kelsey Lee
- 1995 : Falling for You : Julie
- 1995 : Love and Betrayal: The Mia Farrow Story : Mariel Hemingway
- 1996 : Vengeance à double face : Sheila Gilmore
- 1997 : La Fugue : Carly Astin
- 1998 : Universal Soldier 2 : Frères d'armes : Veronica
- 1999 : Revenge of the Land : Ceilidh Carmichael
- 1999 : La terre des passions : Lucille
- 1999 : Universal Soldier 3 : Ultime Vengeance : Veronica Roberts
- 2000 : American 70's - Ces années-là : Elizabeth
- 2000 : Life in a Day : Jasmine
- 2001 : The Waiting Game : Sarah Frazer
- 2003 : Chantage mortel : Molly Graves
- 2003 : Then Came Jones : Susan
- 2004 : Dead Lawyers : Elaine
- 2004 : Cyclone, catégorie 6 - Le choc des tempêtes : Rebecca Kerns
- 2005 : La Dernière Chance : Elizabeth Moss
- 2007 : Menace maternelle (The Last Trimester) : Tracy
- 2008 : Pour l'amour de Grace (For the Love of Grace) : Grace Harlen
- 2008 : Le Poids des souvenirs (Murder on Her Mind) : Theresa Nichol
- 2009 : Mon voisin si secret (My Neighbor's Secret) : Casey
- 2011 : Sam Axe : La Dernière Mission (Burn Notice: The Fall of Sam Axe) : Donna Maitland
- 2014 : Deux foyers pour Noël (a Christmas Tail) : Maggie McPhail

### Séries TV
- 1990 : Le voyageur (The Hitchhiker) : Une fille au club
- 1992 : Beyond Reality : Amanda
- 1993 : Les secrets de Lake Success : Jenny Grayson
- 1994 : Lonesome Dove: The Series : Une fille qui danse
- 1994 : Highlander : Donna
- 1994 : Catwalk : Wendy
- 1995 : Les Contes d'Avonlea (Road to Avonlea) : Greta Steig
- 1995 : Un drôle de shérif (High Secret City) : Tina Hunnecker
- 1995 : Pointman : Brigid O'Connor
- 1996 : Kindred : Le Clan des maudits (Kindred: The Embraced) : Grace Dugan
- 1996 : Viper : Becky
- 1999 : Invasion planète Terre (Earth: Final Conflict) : Erica Vosser
- 2000 : The David Cassidy Story : Sue Shifrin
- 2000 : Les Experts (CSI: Crime Scene Investigation) : Holly Gribbs
- 2001 : Jack and Jill : Sarah Weyman
- 2003 : Mister Sterling : Laura Chandler
- 2003 - 2004 : New York Police Blues : Dr. Jennifer Devlin
- 2004 : Méthode Zoé (Wild Card) : Carmen
- 2007 : John from Cincinnati : Tina Blake
- 2008 : Flashpoint : Rebecca Kessfield
- 2008 : Imaginary Bitches : Chandra
- 2008 - 2009 : 90210 : Gail McKinney
- 2009 : Eleventh Hour : Angie Parks
- 2010 : Cold Case : Caroline Hargreave '74
- 2010 : Castle : Maggie Vega
- 2010 : The Gates : Devon
- 2009 : Monk : Carolyn Walsh
- 2011 : Private Practice : Val
- 2013 : Played : Rebecca Ellis